# Championnats d'Europe de patinage artistique 1951
Navigation
Édition précédente Édition suivante
Les championnats d'Europe de patinage artistique 1951 ont lieu du 2 au 4 février 1951 à la Dolder Kunsteisbahn de Zurich en Suisse.
C'est la première année après la Seconde Guerre mondiale où les athlètes d'Allemagne sont autorisés à participer à des compétitions sportives internationales. 

## Qualifications
Les patineurs sont éligibles à l'épreuve s'ils représentent une nation européenne membre de l'Union internationale de patinage (International Skating Union en anglais). Les fédérations nationales sélectionnent leurs patineurs en fonction de leurs propres critères.

## Podiums
| Épreuves                      | Or                    | Argent                          | Bronze                      |
| ----------------------------- | --------------------- | ------------------------------- | --------------------------- |
| Messieurs résultats détaillés | Helmut Seibt          | Horst Faber                     | Carlo Fassi                 |
| Dames résultats détaillés     | Jeannette Altwegg     | Jacqueline du Bief              | Barbara Wyatt               |
| Couples résultats détaillés   | Ria Baran / Paul Falk | Eliane Steineman / André Calame | Jennifer Nicks / John Nicks |

## Tableau des médailles
| Rang  | Nation               | Or | Argent | Bronze | Total |
| ----- | -------------------- | -- | ------ | ------ | ----- |
| 1     | Allemagne de l'Ouest | 1  | 1      | 0      | 2     |
| 2     | Royaume-Uni          | 1  | 0      | 2      | 3     |
| 3     | Autriche             | 1  | 0      | 0      | 1     |
| 4     | France               | 0  | 1      | 0      | 1     |
| 4     | Suisse               | 0  | 1      | 0      | 1     |
| 6     | Italie               | 0  | 0      | 1      | 1     |
| Total | Total                | 3  | 3      | 3      | 9     |

## Détails des compétitions

### Messieurs
| Rang | Nom                | Nation               | Places | Points | Fig. impo. | Prog. libre |
| ---- | ------------------ | -------------------- | ------ | ------ | ---------- | ----------- |
| 1    | Helmut Seibt       | Autriche             |        |        |            |             |
| 2    | Horst Faber        | Allemagne de l'Ouest |        |        |            |             |
| 3    | Carlo Fassi        | Italie               |        |        |            |             |
| 4    | Michael Carrington | Royaume-Uni          |        |        |            |             |
| 5    | Freimut Stein      | Allemagne de l'Ouest |        |        |            |             |
| 6    | François Pache     | Suisse               |        |        |            |             |
| 7    | Martin Felsenreich | Autriche             |        |        |            |             |
| 8    | Fritz Loosli       | Suisse               |        |        |            |             |

### Dames
| Rang | Nom                | Nation               | Places | Points | Fig. impo. | Prog. libre |
| ---- | ------------------ | -------------------- | ------ | ------ | ---------- | ----------- |
| 1    | Jeannette Altwegg  | Royaume-Uni          |        |        |            |             |
| 2    | Jacqueline du Bief | France               |        |        |            |             |
| 3    | Barbara Wyatt      | Royaume-Uni          |        |        |            |             |
| 4    | Valda Osborn       | Royaume-Uni          |        |        |            |             |
| 5    | Beryl Bailey       | Royaume-Uni          |        |        |            |             |
| 6    | Gundi Busch        | Allemagne de l'Ouest |        |        |            |             |
| 7    | Helga Dudzinski    | Allemagne de l'Ouest |        |        |            |             |
| 8    | Lotte Schwenk      | Autriche             |        |        |            |             |
| 9    | Suzanne Wirz       | Suisse               |        |        |            |             |
| 10   | Inge Jell          | Allemagne de l'Ouest |        |        |            |             |
| 11   | Yolande Jobin      | Suisse               |        |        |            |             |
| 12   | Ghislaine Kopf     | Autriche             |        |        |            |             |
| 13   | Leena Pietilä      | Finlande             |        |        |            |             |
| 14   | Gun Ericson        | Suède                |        |        |            |             |
| 15   | Lidy Stoppelman    | Pays-Bas             |        |        |            |             |
| 16   | Bjørg Lohner       | Norvège              |        |        |            |             |
| 17   | Rietje van Erkel   | Pays-Bas             |        |        |            |             |
| 18   | Yvonne Ruts        | Pays-Bas             |        |        |            |             |

### Couples
| Rang | Nom                                 | Nation               | Places | Points |
| ---- | ----------------------------------- | -------------------- | ------ | ------ |
| 1    | Ria Baran / Paul Falk               | Allemagne de l'Ouest |        |        |
| 2    | Eliane Steineman / André Calame     | Suisse               |        |        |
| 3    | Jennifer Nicks / John Nicks         | Royaume-Uni          |        |        |
| 4    | Silvia Grandjean / Michel Grandjean | Suisse               |        |        |
| 5    | Inge Minor / Hermann Braun          | Allemagne de l'Ouest |        |        |
| 6    | Elly Stärck / Harry Gareis          | Autriche             |        |        |
| 7    | Marlies Schrör / Hans Schwarz       | Allemagne de l'Ouest |        |        |
| 8    | Elizabeth Williams / John McCann    | Royaume-Uni          |        |        |
| 9    | Silva Palme / Marco Lajović         | Yougoslavie          |        |        |
| 10   | Doris Clayden / Ronald Clayden      | Royaume-Uni          |        |        |